# Tambor semiesférico
Los tambores semiesféricos son un tipo de membranófonos en el que el armazón asemeja parte de una esfera cuyo corte constituye la parte donde se tensa el parche. Este grupo incluye el timbal de concierto y el nagara de la India. Según el tipo de género de tambor hay tambor de baterías etc.